# Clearlake Oaks
Clearlake Oaks – jednostka osadnicza w Stanach Zjednoczonych, w stanie Kalifornia, w hrabstwie Lake.